# 1192
1192 (MCXCII) var ett skottår som började en onsdag i den julianska kalendern.

## Händelser

### Oktober
- 26 oktober – Gumlösa kyrka, Nordens äldsta tegelkyrka, invigs av den danske ärkebiskopen Absalon.

### Okänt datum
- László I av Ungern kanoniseras.
- Rajputen Prithvi Raj Chauhan besegras av Muhammad Ghuri, som upprättar ett sultanat i Delhi.

## Födda
- Maria av Jerusalem, drottning av Jerusalem.
- Minamoto no Sanetomo, shogun.
- Stefan Radoslav av Serbien, kung av Serbien.

## Avlidna
- Prithvi Raj Chauhan, rajputhärskare av Chauandynastin.